# Pancrase
Pancrase är en mixed martial arts-organisation som arrangerar matcher i Japan. Organisationen grundades av Masakatsu Funaki och Minoru Suzuki 1993.
Pancrase skrev 2015 på ett exklusivt, långsiktigt TV-avtal med UFC Fight Pass som sedan dess streamar deras galor live och exklusivt. De har också lagt till alla Pancrase tidigare galor i sitt bibliotek.

## Regler och viktklasser
Pancrase hade initialt egna regler som löd:
- Inget bitande
- Inga ögonpetningar
- Inga armbågar mot huvudet – vare sig stående eller på marken
- Inga knytnävsslag mot huvudet – vare sig stående eller på marken
- Inga knän mot huvudet – på marken
- Inga sparkar mot eller trampningar på huvudet – på marken
- Om atleterna kom för nära repen ställdes de upp
- Matcher som inte var titelmatcher bestod av en 15-minuters rond. Titelmatcher bestod av en 30-minuters rond
- Om en atlet blir submittad och klappar så förlorar hen
- Varje atlet gavs fem escapes vid början av varje match. De användes genom att om en atlet fångades i en submission nära repen så kunde hen använda en escape genom att ta tag i repen. Då ställdes de upp igen, atleten förlorade en poäng och matchen fortsatte stående.
- Vid knockout tillämpades en 10-räkning, precis som i boxning eller kickboxning. Om atleten inte kunde ställa sig upp hade hen förlorat och det var officiellt en TKO. Kunde atleten ställa sig upp förlorade hen en poäng och matchen fortsatte.
- Om ronden går tiden ut och ingen har förlorat blir det en poängvinst baserat på vilken av deltagarna har förlorat minst poäng. Om de förlorat samma antal poäng döms matchen som oavgjord.
- Vid 1994 års "King of Pancrase"-turnering ändrades reglerna något. Där hade första rundans matcher 10-minuters ronder med tre escapes. Finalrundan hade 20-minuters ronder med tre escapes.
- Ett kort tag, medan Bas Rutten var "King of Pancrase" var heelhooks olagliga på grund av den höga skadefrekvensen.

1999 Började de använda regler som i mångt och mycket speglade Pride FC:s, med den skillnaden att de förbjöd knän mot huvudet mot motståndare med minst en hand i marken (grounded).
2014 antog Pancrase "Unified Rules of Mixed Martial Arts".
De har även ändrat på sina viktklasser två gånger:
| Viktklass       | Maxvikt            | Maxvikt            | Maxvikt            |
| Viktklass       | Till 2008          | Till 2016          | Nu gällande        |
| Stråvikt        | n/a                | 50 kg (110,2 lb)   | 115 lb (52,2 kg)   |
| Lätt flugvikt   | n/a                | 54 kg (119 lb)     | n/a                |
| Flugvikt        | n/a                | 58 kg (127,9 lb)   | 125 lb (56,7 kg)   |
| Bantamvikt      | n/a                | 62 kg (136,7 lb)   | 135 lb (61,2 kg)   |
| Fjädervikt      | 65 kg (143,3 lb)   | 66 kg (145,5 lb)   | 145 lb (65,8 kg)   |
| Lättvikt        | n/a                | 70 kg (154,3 lbs)  | 155 lbs (70,3 kg)  |
| Weltervikt      | 75 kg (165,3 lbs)  | 77 kg (169,8 lbs)  | 170 lbs (77,1 kg)  |
| Mellanvikt      | 85 kg (187,4 lbs)  | 84 kg (185,2 lbs)  | 185 lbs (83,9 kg)  |
| Lätt tungvikt   | 95 kg (209,4 lbs)  | 93 kg (205 lbs)    | 205 lbs (93 kg)    |
| Tungvikt        | 105 kg (231,5 lbs) | 120 kg (264,6 lbs) | 265 lbs (120,2 kg) |
| Supertungvikt   | Obegränsat         | n/a                | n/a                |
| Öppen viktklass | Inga begränsningar | n/a                | n/a                |

1. ↑  Kallad lättvikt
2. ↑  Kallad cruiservikt

## Pancrasemästare

### Tidigare mästare
Inom Pancrase kallas mästaren för "King of Pancrase". Tidigare internationellt kända MMA-utövare som varit "KoP" genom tiderna är bland andra:
- Ken Shamrock
- Bas Rutten
- Frank Shamrock
- Nate Marquardt
- Josh Barnett

Andra kända MMA-utövare som tävlat i Pancrase, men inte vunnit en titel innefattar bland andra:
- Chael Sonnen
- Paul Daley
- Carlos Condit
- José Aldo
- Evan Tanner

### Nuvarande Mästare
Uppdaterad per 2019-11-10 (Pancrase 310)
| Herrar        | Herrar                    | Herrar                           | Herrar             | Herrar       |
| Viktklass     | Mästare                   | Regerande mästare sedan          | Tid som mästare    | Titelförsvar |
| ------------- | ------------------------- | -------------------------------- | ------------------ | ------------ |
| Stråvikt      | Daichi Kitakata (JPN)     | 21 juli 2019 (Pancrase 307)      | 5 år och 220 dagar | 0            |
| Flugvikt      | Senzo Ikeda (JPN)         | 20 augusti 2017 (Pancrase 289)   | 7 år och 190 dagar | 1            |
| Bantamvikt    | Rafael Silva (BRA)        | 20 maj 2018 (Pancrase 296)       | 6 år och 282 dagar | 2            |
| Fjädervikt    | Isao Kobayashi (JPN)      | 26 maj 2019 (Pancrase 305)       | 5 år och 276 dagar | 1            |
| Lättvikt      | Salimkhan Sadulloev (TJK) | 29 september 2019 (Pancrase 308) | 5 år och 150 dagar | 0            |
| Weltervikt    | Hiroyuki Tetsuka (JPN)    | 30 juni 2019 (Pancrase 306)      | 5 år och 241 dagar | 0            |
| Mellanvikt    | Yuki Niimura (JPN)        | 12 november 2017 (Pancrase 291)  | 7 år och 106 dagar | 1            |
| Lätt tungvikt | Vakant                    |                                  |                    |              |
| Tungvikt      | Vakant                    |                                  |                    |              |
| Damer         |                           |                                  |                    |              |
| Viktklass     | Mästare                   | Regerande mästare sedan          | Tid som mästare    | Titelförsvar |
| Stråvikt      | Vakant                    |                                  |                    |              |
| Flugvikt      | Sidy Rocha (BRA)          | 14 april 2019 (Pancrase 304)     | 5 år och 318 dagar | 0            |
| Bantamvikt    | Vakant                    |                                  |                    |              |